# Alin Teodorescu
George Alin Teodorescu (n. 30 martie 1951, Brăila) este un sociolog român, fost deputat în legislatura 2004-2008.

## Viața
A absolvit liceul la Craiova și Facultatea de filosofie a Universității București în 1974. În perioada 1977-1978 a participat la Cursul universitar CEDOR-UN "Population and Development". În perioada 1974-1985 a fost sociolog la Centrul pentru Sociologie Urbană și Regională (CURS). În perioada 1985 - 1990, Alin Teodorescu a fost cercetător principal la Academia Română, Institutul de Sociologie. A intrat în Partidul Comunist Român în 1989, convins că schimbările sociale și politice deveniseră inevitabile, în ideea de a încerca să schimbe lucrurile din interior.
În anul 1990 a fost ales primul președinte al Grupului pentru Dialog Social (GDS), funcție în care a rămas până în 1991 și în perioada 1990-1996 a fost Președinte al Consiliului Fundației Soros.
A început să activeze în domeniul marketingului ca Director de marketing al firmei DANTE HD. În 1992 a fondat alături de alți colegi sociologi și statisticieni Institutul de Marketing și Sondaje IMAS, una dintre primele firme de cercetare private în domeniu, pe care a condus-o până în 2003.
În 2001 este numit Șeful Grupului independent internațional pentru analiza sistemului de adopții format la cererea Uniunea Europeană și ca o condiție pentru aderarea României la Uniunea Europeană. Grupul a lucrat voluntar și a predat raportul său "Re-Organising the International Adoption and Child Protection System" Baronesei Emma Nicholson, raportor al Parlamentului European pentru aderarea României la Uniunea Europeană. Raportul a fost extrem de apreciat de oficialii Uniunii Europene. În 2002 a fost șeful Grupului de lucru Public Adjustment Loan, un program de reformă guvernamentală derulat de Banca Mondială. În 2003 a fost numit consilier personal al primului-ministru Adrian Năstase pentru reforma administrației publice și, din martie 2004, a fost șeful cancelariei primului-ministru, cu rang de ministru. În același an s-a înscris în Partidul Social Democrat și a inițiat o profundă reformă organizațională a partidului (?!). În legislatura 2004-2008, Alin Teodorescu a fost deputat PSD de Brăila în Parlamentul României. În cadrul activității sale parlamentare, Alin Teodorescu a fost membru în grupurile parlamentare de prietenie cu Repblica Africa de Sud, Regatul Bahrein și Republica Croația. Alin Teodorescu s-a retras din viața politică în 2008 și a revenit la IMAS, unde derulează în continuare o activitate de cercetare.
Este membru al Asociației Române de Sociologie (ARS), al Asociației Române a Profesioniștilor de Relații Publice (APRP) și al Asociației Române a Cercetătorilor de Marketing, precum și a World Association of Public Opinion Researchers.

## Activitate publicistică, științifică, în foruri academice
- 2005 - Sociolog în viața cotidiană, Editura Economică http://www.edecon.ro/carte/354/sociolog-in-viata-cotidiana_alin-teodorescu/
- 2004 - "Des épreuves de l'adhésion á le fin des subventions?", în "Les européens face a l'elargissement", coord. J. Rupnik - Paris, Presses de Sciences Po; https://www.cairn.info/les-europeens-face-a-l-elargissement--272460928X-page-275.htm
- 1996 - "Problems of economic and political transformation in the Balkans", ed. Jan Jeffries, A. Teodorescu, Thomas Learning; First published in 1996. Routledge  https://www.amazon.com/Problems-Economical-Political-Transformation-Balkans/dp/1855673193
- 1989 – Mari gânditori și filozofi francezi ai veacului al XIX-lea – Antologie, prefață, tabel cronologic și note Alin Teodorescu - București, Editura Minerva, 1989
- 1987 - "Stiluri de viață", ed. C. Zamfir, L. Vlãsceanu, A. Popescu, Gh. Nicolae, E. Zamfir - București, Ed. Academiei;
- 1985 - "Indicatori și factori ai calității vieții", ed. C. Zamfir, E. Zamfir, A. Popescu, L. Vlăsceanu, Șt. Ștefănescu - București, Ed. Academiei.